# Campement de bohémiens
 (juillet 2025).
Pour plus de détails, voir Fiche technique et Distribution.
Campement de bohémiens est un film de Georges Méliès, sorti en 1896. Actuellement, le film est considéré comme perdu.